# 信息科學技術大樓

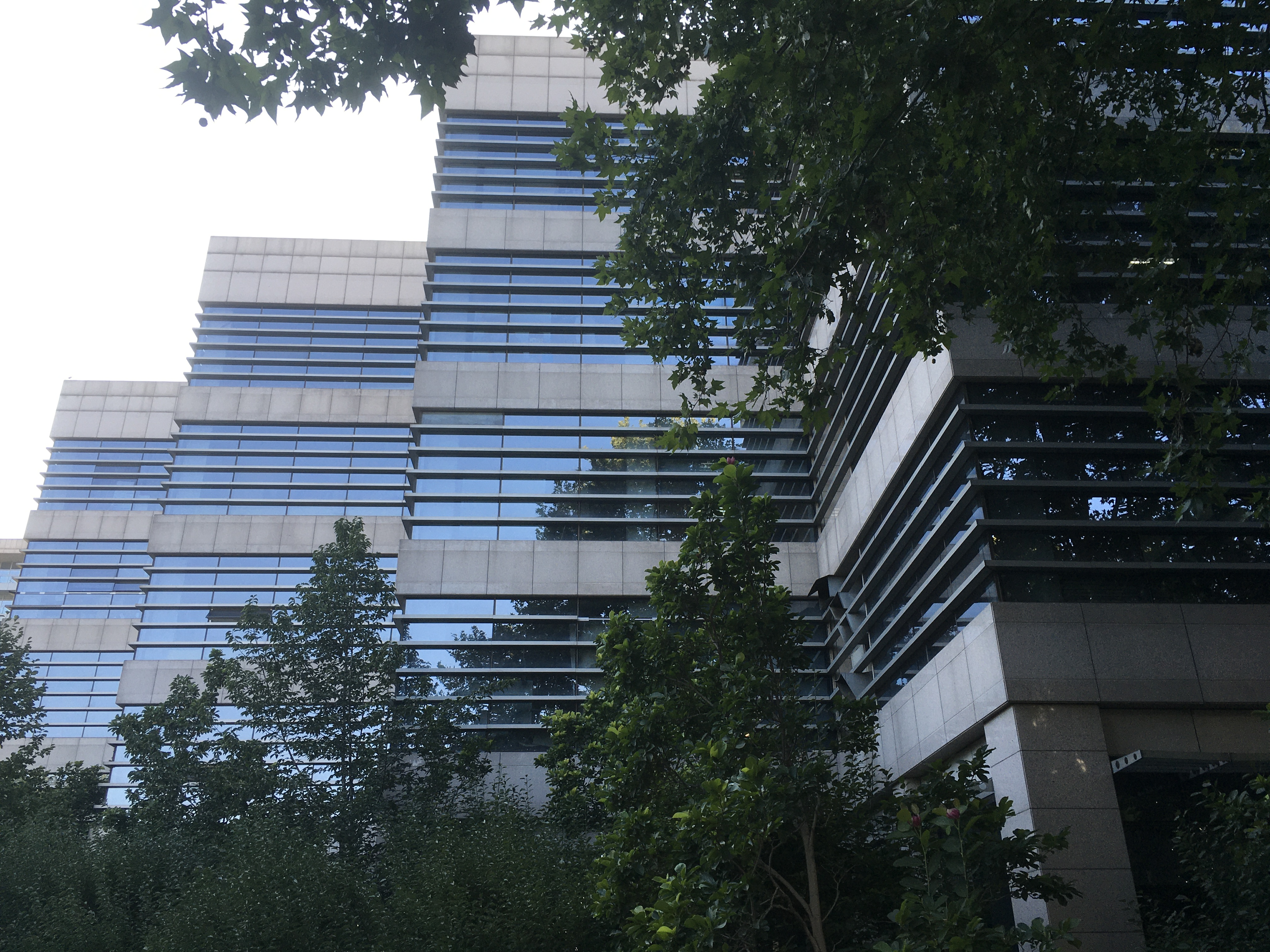
清華大學FIT樓

信息科學技術大樓（Future Information Technology Research Center, FIT）簡稱FIT樓，是清華大學信息技術研究院院樓，建於2001年，2003年建成。
FIT樓由香港首富李嘉誠捐資1000萬人民幣蓋成的，大樓主體為6層建築，由清華大學建築設計研院院負責設計，占地面積1.89公頃，建築面積36107平方公尺，是清華校內超大型科研樓。建築設計了南北向的層層退台，以配合中央主樓建築群的南北向軸線